# Uwem Akpan
Uwem Akpan (Nigeria, 17 de mayo de 1971) es un escritor nigeriano que saltó a la fama en 2009 con su colección de relatos Tú di que eres uno de ellos (Say you´re one of them).

## Vida
Nacido en 1971 en Ikot Akpan Eda, al sur de Nigeria, en 1990 ingresó en la Compañía de Jesús y fue ordenado sacerdote en 2003. Licenciado en Escritura creativa por la Universidad de Míchigan, actualmente desempeña su ministerio sacerdotal en la iglesia de Cristo Rey, en Ilasamaja-Lagos, Nigeria.

## Tú di que eres uno de ellos
Esta colección de cinco relatos apareció en 2008 y consiguió un aval definitivo cuando al año siguiente la famosa actriz y empresaria Oprah Winfrey se declaró "anonadada y profundamente conmovida" por su lectura. 
Akpan hace comparecer en estos cuentos las peores lacras morales que azotan a los países del África subsahariana: el odio racial y religioso, la esclavitud sexual, la prostitución y la drogadicción por hambre... Lacras que se muestran de modo descarnado (aunque sin concesiones al morbo) y sin valoración alguna por parte del narrador. El que sean niños los narradores, unas veces ignorantes de lo que sucede, otras plena y terriblemente conscientes, incrementa la sensación de horror. Sin embargo, el autor deja sutilmente un resquicio a la esperanza en esos mismos niños. Así, en "Engordar para ir a Gabón", ellos consiguen hacer variar de propósito al tío sin escrúpulos que se propone venderlos como esclavos; en "La habitación de mis padres" y "El festín de Navidad", la huida es un final abierto a nuevos horizontes. Otras veces no les queda sino sucumbir al odio, cuya cara más absurda se revela en "Coches fúnebres de lujo", donde el protagonista, hijo de padre cristiano y madre musulmana, es víctima de ambos grupos.